# Sergei Sergejewitsch Trofimow
Sergei Sergejewitsch Trofimow (russisch Сергей Сергеевич Трофимов; * 27. Juli 1995 in Nischni Nowgorod) ist ein russischer Eisschnellläufer.

## Werdegang
Trofimow startete im November 2015 in Calgary erstmals im Weltcup und belegte dabei den 14. Platz über 1500 m und den siebten Rang in der Teamverfolgung. Bei der Mehrkampfeuropameisterschaft 2016 in Minsk kam er auf den 13. Platz und bei den Einzelstreckenweltmeisterschaften 2016 in Kolomna auf den zehnten Rang über 1500 m. Im folgenden Jahr errang er bei den Einzelstreckenweltmeisterschaften in Gangwon den 17. Platz über 1500 m. In der Saison 2017/18 wurde er bei der Mehrkampfweltmeisterschaft 2018 in Amsterdam Zehnter und errang bei den Olympischen Winterspielen 2018 in Pyeongchang den 18. Platz über 1500 m. In der Saison 2018/19 holte er in der Teamverfolgung in Obihiro seinen ersten Weltcupsieg und belegte zudem in Tomaszów Mazowiecki den dritten Platz in der Teamverfolgung. Außerdem erreichte er mit sechs Top-Zehn-Platzierungen den achten Platz im Gesamtweltcup über 5000/10.000 m. Bei der Mehrkampfeuropameisterschaft 2019 in Klobenstein errang er den fünften Platz im großen Vierkampf. Im Februar 2019 gewann er bei den Einzelstreckenweltmeisterschaften in Inzell die Bronzemedaille in der Teamverfolgung. Zudem kam er dort auf den 14. Platz über 1500 m und auf den siebten Rang über 5000 m. Anfang März 2019 lief er bei der Mehrkampfweltmeisterschaft 2019 in Calgary auf den 20. Platz.
Im folgenden Jahr wurde er bei den Europameisterschaften 2020 in Heerenveen Elfter über 1500 m und bei der Mehrkampfweltmeisterschaft 2020 in Hamar Fünfter. Bei den Einzelstreckenweltmeisterschaften 2020 in Salt Lake City holte er die Bronzemedaille in der Teamverfolgung. Nach Platz acht bei den Europameisterschaften 2021 in Heerenveen im Mehrkampf zu Beginn der folgenden Saison, erreichte er mit zwei dritten Plätzen, den dritten Platz im Gesamtweltcup über 5000 m/10.000 m. Beim Saisonhöhepunkt, den Einzelstreckenweltmeisterschaften 2021 in Heerenveen, gewann er über 5000 m und in der Teamverfolgung jeweils die Bronzemedaille.
Bei russischen Meisterschaften siegte Trofimow zweimal über 5000 m (2020, 2021) und jeweils einmal über 1500 m (2021), im Großen Vierkampf (2017) und im Teamsprint (2019).

## Persönliche Bestzeiten
- 500 m 36,51 s (aufgestellt am 2. März 2018 in Inzell)
- 1000 m 1:09,52 min (aufgestellt am 27. Dezember 2017 in Kolomna)
- 1500 m 1:44,31 min (aufgestellt am 16. Februar 2020 in Salt Lake City)
- 3000 m 3:42,40 min (aufgestellt am 25. November 2017 in Calgary)
- 5000 m 6:10,19 min (aufgestellt am 8. Februar 2020 in Calgary)
- 10.000 m 13:10,47 min (aufgestellt am 1. März 2020 in Hamar)

## Teilnahmen an Welt- und Europameisterschaften und Olympischen Winterspielen

### Olympische Spiele
- 2018 Pyeongchang: 18. Platz 1500 m

### Einzelstrecken-Weltmeisterschaften
- 2016 Kolomna: 10. Platz 1500 m
- 2017 Gangwon: 17. Platz 1500 m
- 2019 Inzell: 3. Platz Teamverfolgung, 7. Platz 5000 m, 14. Platz 1500 m
- 2020 Salt Lake City: 3. Platz Teamverfolgung, 17. Platz 1500 m
- 2021 Heerenveen: 3. Platz 5000 m, 3. Platz Teamverfolgung, 4. Platz 1500 m

### Mehrkampf-Weltmeisterschaften
- 2020 Hamar: 5. Platz Großer-Vierkampf

### Europameisterschaften
- 2016 Minsk: 13. Platz Großer Vierkampf
- 2019 Klobenstein: 5. Platz Großer Vierkampf
- 2020 Heerenveen: 11. Platz 1500 m
- 2021 Heerenveen: 8. Platz Großer Vierkampf

## Weltcupsiege im Team
| Nr. | Datum             | Ort     | Disziplin        |
| --- | ----------------- | ------- | ---------------- |
| 1.  | 16. November 2018 | Obihiro | Teamverfolgung 1 |